# Dhekiajuli
Dhekiajuli is een stad en gemeente in het district Sonitpur van de Indiase staat Assam. 

## Demografie
Volgens de Indiase volkstelling van 2001 wonen er 19.743 mensen in Dhekiajuli, waarvan 53% mannelijk en 47% vrouwelijk is. De plaats heeft een alfabetiseringsgraad van 74%. 